# Île des Pins
Île des Pins is een eiland en gemeente in Nieuw-Caledonië. Het is gelegen in het zuiden van de provincie Province Sud, zo'n 20 kilometer zuidoostelijk van het hoofdeiland. Het eiland wordt door de lokale bevolking, de Kanak, Kunie genoemd. De naam Île des Pins, is afgeleid van de voor het eiland kenmerkende boom Araucaria columnaris, die in het Frans Pin colonnaire wordt genoemd.  
In 2014 telde de gemeente 1.958 inwoners, waarvan het grootste deel van Melanesische afkomst zijn.. De oppervlakte van de gemeente bedraagt 152,3 km², de bevolkingsdichtheid is 12,9 inwoners per km². 

## Geografie
De gemeente bestaat naast het gelijknamige eiland uit diverse andere kleine, grotendeels onbewoonde eilanden, die rondom het hoofdeiland verspreid liggen. De grootste daarvan is Île Kôtomo aan de zuidoostelijke kust. 
Het eiland kent acht stammen, die verspreid over het eiland liggen; Comagna, Gadji, Kéré, Ouatchia, Touété, Vao, Wapan en Youati.
Ter onderscheiding van het eiland zelf, wordt de gemeente ook wel geduid als L'Île-des-Pins.
Vao is het enige echte dorp op het eiland, met enige faciliteiten als winkels, een apotheek, sportvelden en een kerk. De haven van het eiland ligt enige kilometers ten westen, bij/in Kuto. Even te noorden van Kuto bevindt zich in Wero de ruïne van de gevangenis uit de tijd dat het eiland een strafkolonie was. In het noordelijk midden ligt Wapwangâ van de Wapanstam. Andere geografische aanduidingen op het eiland zijn onder andere; Truéte, Gadji, Gue, Waa jë en Yuate Tremwatre zijn  . Naast deze worden ook toponiemen als namen van baaien, et cetera  gebruikt ter duiding waar iets is gelegen.
In het oosten ligt een toeristisch gebied Baie d'Oro, met een natuurlijk zwembad en met de bijna aan het hoofdeiland vastgelegen eilanden Île Kô Ngéaa Ké en Île Wétë. Even ten zuiden hiervan ligt baai van Upi, Baie d'Upi, met de kenmerkende rotseilanden. 

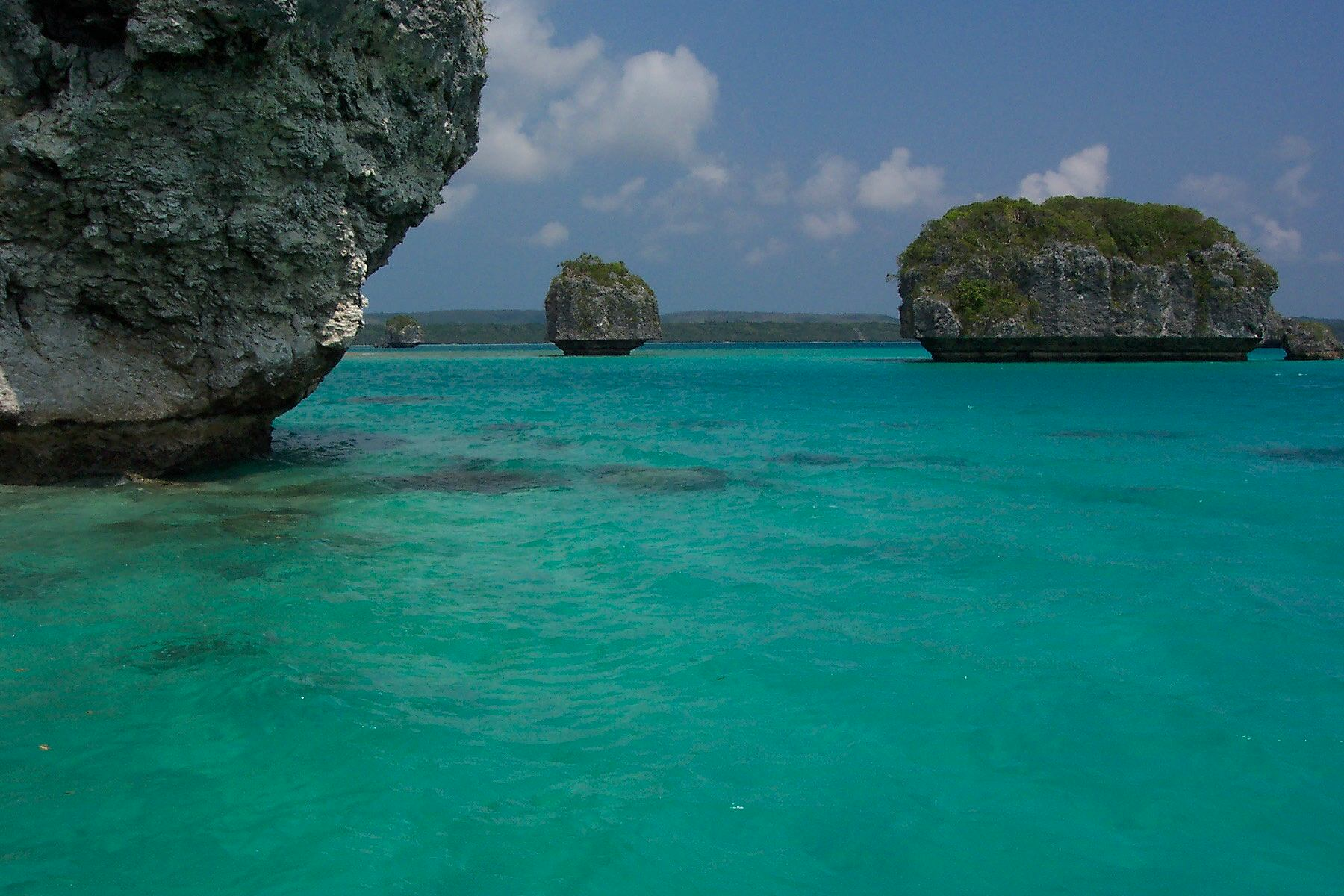
Baie d'Upi